# M4 Sherman

En M4A4 i genomskärning.

Medium Tank M4, mer vanligt benämnd M4 Sherman, var en medeltung amerikansk stridsvagn som utvecklades under början av andra världskriget. Vagnen kom att se stor framgång under krigets gång och medverkade på alla större fronter mot axelmakterna, såsom Västfronten, Östfronten, Ökenkriget och Stillahavskriget (däri: Stilla havet, Sydostasien och Kina). 
På grund av dess framgångar och USA:s stora industriella kapacitet kom den att bli den stridsvagn som tillverkades i störst antal av de västallierade länderna under kriget, och den näst mest producerade vagnen under kriget. Enbart den ryska stridsvagnen T-34 överträffade M4 Sherman i antalet tillverkade exemplar under denna period. 
Vagnen konstruerades med en ovanligt hög profil för att hysa en stjärnmotor egentligen avsedd för flygplan, ett arv från Medium Tank M3 (Lee/Grant). Medan vagnen var överlägsen de japanska stridsvagnar och pansarvärn den mötte i Stillahavskriget är den känd för att ha haft för klent skydd för det tyska motstånd den mötte i Ökenkriget och på östfronten och att den därav enbart hade framgång för att den fanns i så stort antal inte på grund av dess stridsförmåga. 
Även om dess stridsförmåga kan diskuteras, särskilt eftersom vagnen förbättrades med tiden, är den senare faktorn sann, då dess stridsförmåga i förhållande till antal gav den en av de mest betydelsefulla rollerna under kriget och anses idag av diverse pansarhistoriker ha varit en av de bästa stridsvagnarna under andra världskriget. Ett särskilt mytiskt förhållande har vagnen till den ökända tyska stridsvagnen Panzerkampfwagen VI Tiger och det finns myter om att de allierade styrkorna ska ha sagt att det krävdes 5 eller 10 (med mera) Sherman-vagnar för att slå ut en Tiger-vagn; samtidigt sägs det att de tyska pansartrupperna ska ha skämtat om att en Tiger-vagn var värd desamma som 5 eller 10 Sherman-vagnar, men att detta var irrelevant då det alltid fanns 6 eller 11 Sherman-vagnar för var Tiger. Myten finns även för andra tyska vagnar, såsom Panzerkampfwagen V Panther eller tyska stridsvagnar i allmänhet.

## Historik
Den medeltunga stridsvagnen M4 Sherman var utvecklad för att vara ryggraden i de allierades styrkor i andra världskriget, där det totalt tillverkades drygt 50 000 Shermanvagnar plus tusentals mer specialiserade fordon under andra modellnummer. I amerikansk tjänst gick stridsvagnen ursprungligen under den officiella beteckningen M4 Medium Tank. M4-stridsvagnar som skeppats till Storbritannien som en del av Lend-Lease fick där beteckning Sherman (senare varianter som M4A1 fick beteckningen Sherman II och så vidare) efter William Tecumseh Sherman. Detta i enlighet med den brittiska sedvanan att namnge sina amerikanska stridsvagnar efter amerikanska kavallerigeneraler (som de brittiska varianterna av M3, "Lee" och "Grant"). Denna namngivningsmetod togs senare upp av den amerikanska militären till exempel med stridsvagnar som M26 Pershing, M60 Patton och M1 Abrams. Till och med 1943 fick M4-stridsvagnar som tillverkades i Kanada namnet Grizzly. I Sovjetunionen fick M4 smeknamnet Emcha (efter ryskans uttal av M4, M tjetyrje).
Enligt historikern Stephen Ambrose var den amerikanska arméns doktrin att Sherman var gjord för att understödja infanteri snarare än att sättas in i pansarstrider. US Army var influerade av de tyska stridsvagnarna som användes mycket framgångsrikt med Blixtkrigstrategin i Polen 1939. Shermanstridsvagnens snabbhet och driftsäkerhet gjorde den utmärkt i denna roll. Enligt den amerikanska doktrinen var Sherman till för att utnyttja luckor i fiendens försvar skapade av infanteriet och där bekämpa allt som de stöter på, vilket även inkluderade stridsvagnar. Dock hade Tyskland vidareutvecklat blitzkriegstrategin till förmån för "combined arms" där infanteri, stridsvagnar, flyg och artilleri genomför kombinerade anfall vilket för Shermanstridsvagnens del ledde till att de ofta kom i kontakt med tyskt pansar. Den amerikanska stridsvagnsdoktrinen där pansarvärnskanonvagnar skulle sättas in mot anfallande stridsvagnar och stridsvagnar skulle sättas in mot infanteri övergavs också efter kriget.
På grund av M4-stridsvagnens brister och bristerna i den amerikanska pansarstridsdoktrinen blev stridsvagnförlusterna efter Operation Overlord höga, speciellt om man tar med i beräkningen att de allierade hade totalt luftherravälde (vilket betydde att om vädret så tillät så fanns det ständigt många markattackstridsplan i luften som sökte efter och anföll tyskt pansar) och dessutom ett förkrossande numerärt överläge. 
I de relativt få pansarstriderna i kriget mot Japan utklassade Shermanstridsvagnarna de japanska motsvarigheterna på alla nivåer. Ofta användes spränggranater därför att de pansarbrytande granaterna helt enkelt gick rakt igenom de japanska stridsvagnarna utan att göra så mycket skada.

## Konstruktion
Shermanstridsvagnen var en driftsäker stridsvagn som lätt kunde tillverkas i stort antal. Däremot var den inte tillräckligt bepansrad och hade ofta inte tillräckligt stor eldkraft för att kunna matcha de tyska stridsvagnarna i strid. På flera viktiga punkter var M4 Sherman således underlägsen sina tyska motståndare; pansaret var inte tjockt nog och lutade inte tillräckligt, kanonen för klen, profilen för hög (M4:an var 30 cm högre än T-34) och dessutom gjorde utformningen av banden att Shermanstridsvagnen hade ett högre marktryck än till och med de tunga Tiger I-stridsvagnar och den hade därför sämre framkomlighet i mjuk mark än sina konkurrenter. 
De tidiga modellerna hade en 75 mm kanon som valdes av artillerigrenen inom US Army. Denna beväpning var visserligen effektiv 1942 när Sherman först användes, men var inte tillräcklig mot de senare tyska stridsvagnarna, särskilt Panther och Tiger I/II efter den allierade landstigningen i Normandie 1944. 75 mm kanonen var dock ett pålitligt vapen som var effektiv mot infanteri- och pansarvärnskanoner. Senare modeller hade en något kraftfullare 76 mm kanon i ett nytt torn (T23) men Sherman var fortfarande underlägsen de tyska stridsvagnarna. Granater från kanonen kunde i princip aldrig penetrera pansaret på en Pantherstridsvagn framifrån vilket naturligtvis var en stor nackdel i strid, om inte särskild ammunition för 76 mm kanonen användes. Den brittiska armén ombeväpnade dock många Shermans med den 17-pundiga pansarvärnskanonen vilken hade överlägsen prestanda mot pansar även om den amerikanska armén sedan bedömde denna konvertering som undermålig. Denna vagn gick under namnet Sherman Firefly och mer än 2 000 av dessa byggdes.

## Användare

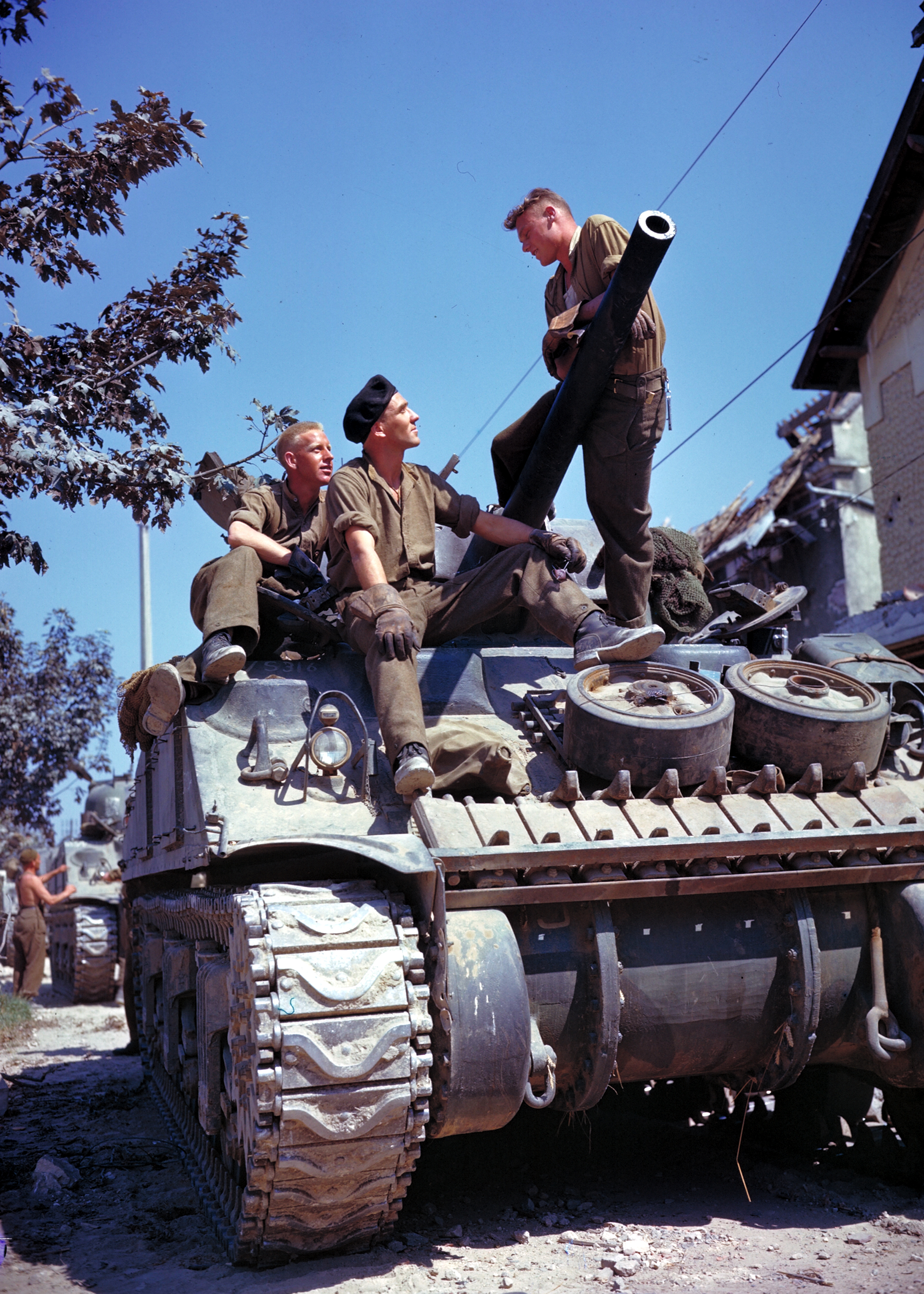
En M4 Sherman och dess kanadensiska besättning söder om Vaucelles i Frankrike i juni 1944.

Under andra världskriget användes M4 Sherman av USA:s armé och marinkåren, samt av övriga allierade styrkor – Storbritannien, Sovjetunionen, de fria franska styrkorna, den polska exilregeringen, Kanada, Indien, Nya Zeeland, Sydafrika och Kina.

## Användning efter kriget
Efter kriget tjänstgjorde Shermanstridsvagnar över hela världen och var i strid i ett antal krig som Koreakriget, i det indonesiska självständighetskriget av holländarna och i Indokinakriget av fransmännen. Shermanstridsvagnar användes av Israel under 1948 års arabisk-israeliska krig, Suezkrisen 1956, sexdagarskriget 1967 och oktoberkriget 1973. Bland israeliska uppgraderade versioner märks M50, med en fransk 75 mm kanon som byggde på den kanon som satt i den tyska Panther-vagnen, och M51 med en 105 mm kanon, en kortare version av den som användes i AMX-30. Dessa användes fram till 80-talet av Israel och dess allierade i Libanon. Även Egypten använde Shermanstridsvagnar. Shermanstridsvagnar användes av både Indien och Pakistan i det andra Kashmirkriget och Indo-pakistanska kriget 1971. I Latinamerika användes stridsvagnen lång tid efter kriget, den chilenska armén använde Sherman (israeliska M50 och M51) i aktiv tjänst till och med 1989 och Paraguay var det sista landet i Latinamerika att använda Sherman.
M4 skall ej förväxlas med den brittiska "Mark IV", som var den allra första moderna stridsvagnen, utvecklad under första världskriget.